# グレゴリー・モンテル
グレゴリー・モンテル（Grégory Montel、1976年9月20日 - ）はフランスの俳優。アルプ＝ド＝オート＝プロヴァンス県ディーニュ＝レ＝バン出身。
2012年の映画『L'Air de rien』で第38回セザール賞の有望若手男優賞の最終選考に残ったが、最終ノミネートまでには至らなかった。

## 略歴
エクス＝アン＝プロヴァンスで法律を学び、修士号を取得した後、パリの演劇学校クール・フローランに入学する。
2015年から2020年まで放映されたテレビシリーズ『エージェント物語』で、2016年と2017年の連続でシリーズ批評家協会のベスト俳優賞にノミネートされ、2019年にグローブ・ド・クリスタル・アワードでベスト俳優賞を受賞した。

## 私生活
2008年から女優のマリーヌ・ダノーと交際しており、2人の間には2021年12月時点で7歳と4歳の2人の息子がいる。

## 主な出演作品
- エージェント物語 Dix pour cent (2015-2020) ※テレビシリーズ
- ディアーヌならできる Diane a les épaules (2017)
- スクールズ・アウト L'Heure de la sortie (2018)
- パリの調香師 しあわせの香りを探して Les Parfums (2019)